# Шейніс Юлій Петрович
Юлій Петрович Ше́йніс (нар. 9 липня 1935, Київ — 2012) — радянський і український графік і живописець. Член Спілки художників України з 1967 року.

## Біографія
Народився 9 липня 1935 року в Києві. 1961 року закінчив Київський художній інститут (викладачі О. Пащенко, С. Подерв'янський, Л. Чичкан).
Учасник всесоюзних, республіканських і обласних художніх виставок з 1962 року. Учасник славнозвісної «Виставки дев'яти», яку радянські мистецтвознавці піддали нищивній критиці, і довгий час художник не міг демонструвати експресивіні (не соцреалістичні)  роботи, тримаючи їх в андеграунді.  
Помер у 2012 році.

## Творчість
Працював у галузі станкової та книжкової графіки, станкового живопису. Основні твори:
- ілюстрації до поезій В. Брюсова (1968), повістей «Ася», «Перше кохання» І. Тургенєва (1968); до поеми «В. І. Ленін» В. Маяковського (1969) та інші;
- серія літографій «Метал» (1961), за мотивами поеми Т. Шевченка «Гайдамаки» (1964), «На варті» (1966), «Свято флоту» (1966), «Альтернатива» (1990);
- триптих «Народжена перемагати» (1965, у співавторстві з Г. Нечипоренком та М. Нечипоренко);
- серія естампів «Цирк» (1986), «Час» (1987, за мотивами Х. Кортасара), «Я проти…» (1988);
- «Поло на флоті» (1966), «Місто над морем» (1967), «Майстерність» (1971), «Вітряний день на лузі» (1973), «Загибель Орфея» (2002).

Твори художника зберігаються у приватних колекціях в Україні та за її межами.